# Cnemisticta angustilobata
Cnemisticta angustilobata – gatunek ważki z rodziny Isostictidae.